# Diastyloides
Diastyloides är ett släkte av kräftdjur som beskrevs av Georg Ossian Sars 1900,. Diastyloides ingår i familjen Diastylidae.
Kladogram enligt Catalogue of Life och Dyntaxa:
| Diastyloides | \| \| Diastyloides atlanticus \| \| \| \| \| \| Diastyloides bacescoi \| \| \| \| \| \| Diastyloides biplicatus \| \| \| \| \| \| Diastyloides carpinei \| \| \| \| \| \| Diastyloides ornatus \| \| \| \| \| \| Diastyloides scaber \| \| \| \| \| \| Diastyloides serratus \| \| \| \| |
|              | \| \| Diastyloides atlanticus \| \| \| \| \| \| Diastyloides bacescoi \| \| \| \| \| \| Diastyloides biplicatus \| \| \| \| \| \| Diastyloides carpinei \| \| \| \| \| \| Diastyloides ornatus \| \| \| \| \| \| Diastyloides scaber \| \| \| \| \| \| Diastyloides serratus \| \| \| \| |
|              | Anchicolurus |
|              | |
|              | Anchistylis |
|              | |
|              | Atlantistylis |
|              | |
|              | Brachydiastylis |
|              | |
|              | Colurostylis |
|              | |
|              | Diastylis |
|              | |
|              | Diastylopsis |
|              | |
|              | Dic |
|              | |
|              | Dimorphostylis |
|              | |
|              | Ekleptostylis |
|              | |
|              | Ektonodiastylis |
|              | |
|              | Geyserius |
|              | |
|              | Holostylis |
|              | |
|              | Leptostylis |
|              | |
|              | Leptostyloides |
|              | |
|              | Makrokylindrus |
|              | |
|              | Oxyurostylis |
|              | |
|              | Pachystylis |
|              | |
|              | Paradiastylis |
|              | |
|              | Paraleptostylis |
|              | |
|              | Vemakylindrus |
|              | |
|              | Diastyloides atlanticus |
|              | |
|              | Diastyloides bacescoi |
|              | |
|              | Diastyloides biplicatus |
|              | |
|              | Diastyloides carpinei |
|              | |
|              | Diastyloides ornatus |
|              | |
|              | Diastyloides scaber |
|              | |
|              | Diastyloides serratus |
|              | |

|  | Diastyloides atlanticus |
|  |                         |
|  | Diastyloides bacescoi   |
|  |                         |
|  | Diastyloides biplicatus |
|  |                         |
|  | Diastyloides carpinei   |
|  |                         |
|  | Diastyloides ornatus    |
|  |                         |
|  | Diastyloides scaber     |
|  |                         |
|  | Diastyloides serratus   |
|  |                         |

## Bildgalleri

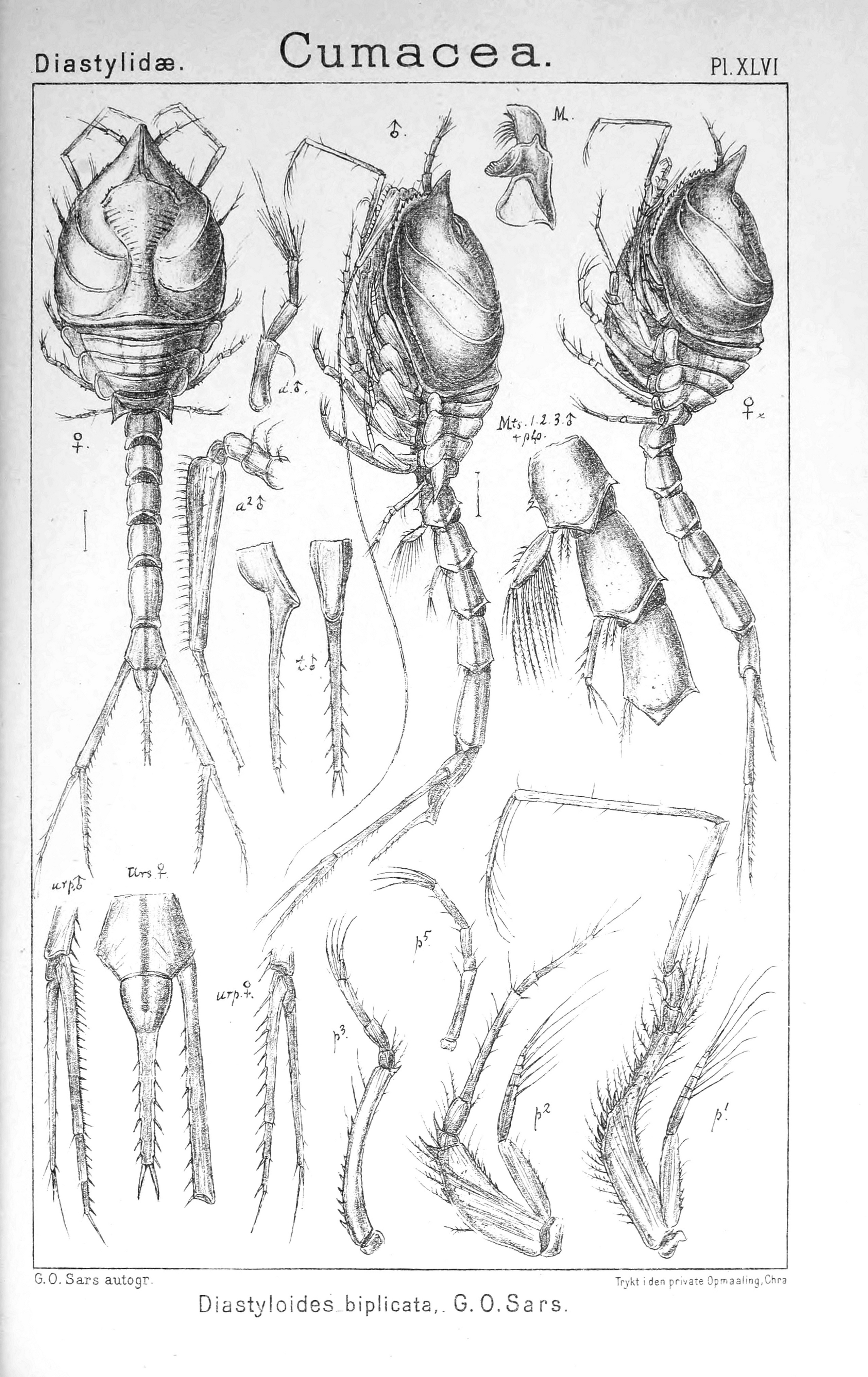
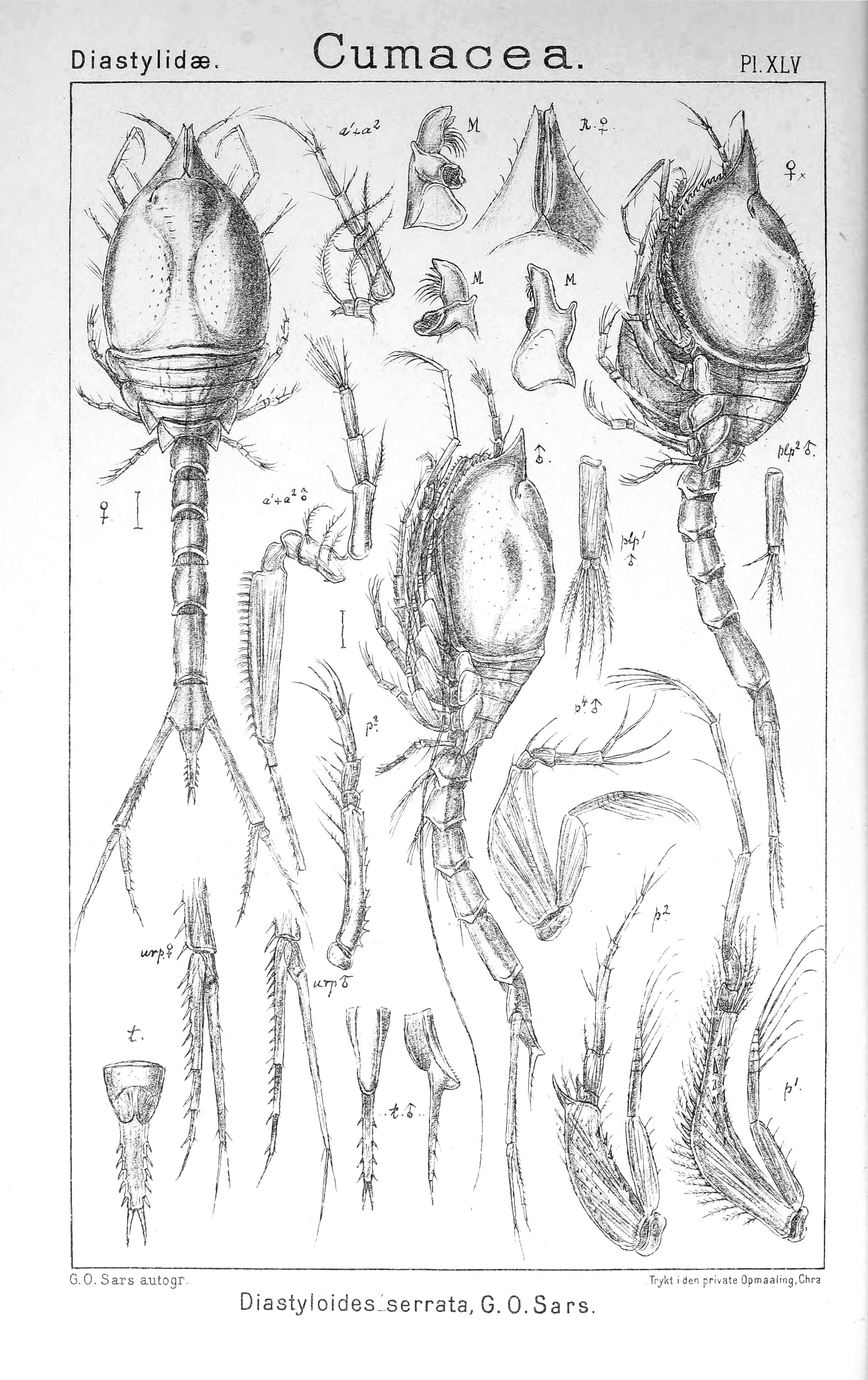